# Ropuchorzekotka żywiczna
Ropuchorzekotka żywiczna, rzekotka żabia (Trachycephalus resinifictrix) – gatunek płaza bezogonowego z rodziny rzekotkowatych (Hylidae).

## Systematyka
Dawniej gatunek ten był szerzej ujmowany niż obecnie, ale okazało się, że populacje z południowej, wschodniej i środkowej części przypisywanego mu zasięgu występowania należą do innego gatunku – Trachycephalus cunauaru, który opisano dopiero w 2013 roku. Wydzielenia tych populacji do osobnego gatunku dokonano na podstawie różnic w ubarwieniu i teksturze skóry oraz różnych głosach nawołujących.

## Występowanie
Ropuchorzekotka żywiczna występuje w północnej części Ameryki Południowej – w północnej Brazylii (stany Amazonas i Pará), Gujanie, Surinamie i Gujanie Francuskiej; przynależność populacji z Wenezueli i południowo-wschodniej Kolumbii nie jest pewna i wymaga potwierdzenia (może to być Trachycephalus cunauaru).

## Opis
Wielkość nie przekracza 7 cm. Prowadzi nocny tryb życia. Ten gatunek zawiera małe ilości trucizny niegroźnej dla człowieka. Rzekotka ta ma wyjątkowy kolor – biały w brązowe plamy, które upodobniają ją do otoczenia. Żywi się małymi bezkręgowcami. Samice są większe niż samce. Do kopulacji dochodzi najczęściej w płytkich zbiornikach, po porze suchej. Często spotykana w hodowlach domowych, gdzie jako pokarm podaje się najczęściej świerszcze, koniki polne i larwy mącznika młynarka.